# 344. strelska divizija (ZSSR)
344. strelska divizija (izvirno rusko 344. стрелковая дивизия; kratica 344. SD) je bila strelska divizija Rdeče armade v času druge svetovne vojne.

## Zgodovina
Divizija je bila ustanovljena oktobra 1941 in bila razpuščena decembra 1942. Pozneje so jo ponovno ustanovili.